# قائمة الأطباق الجزائرية

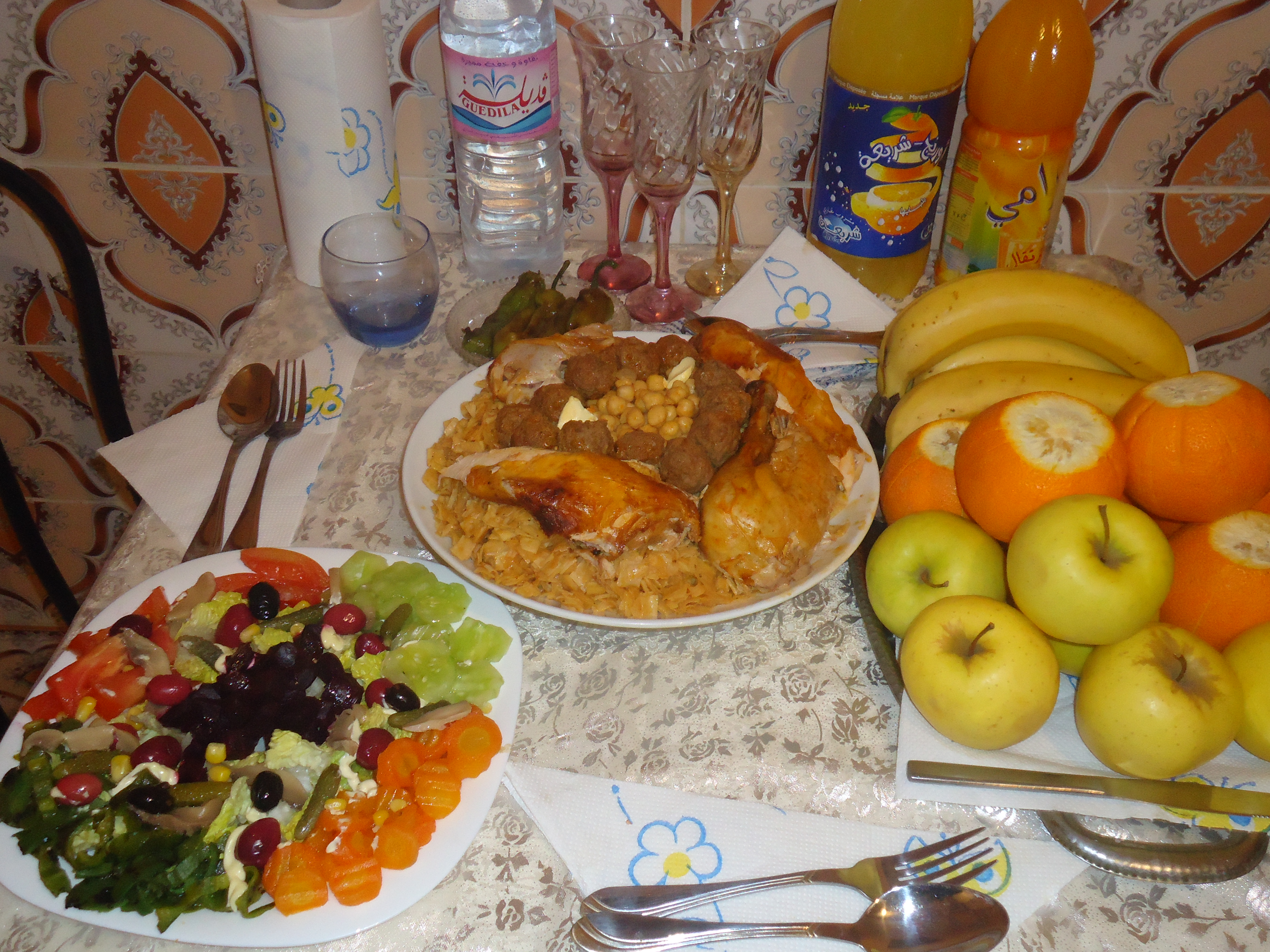

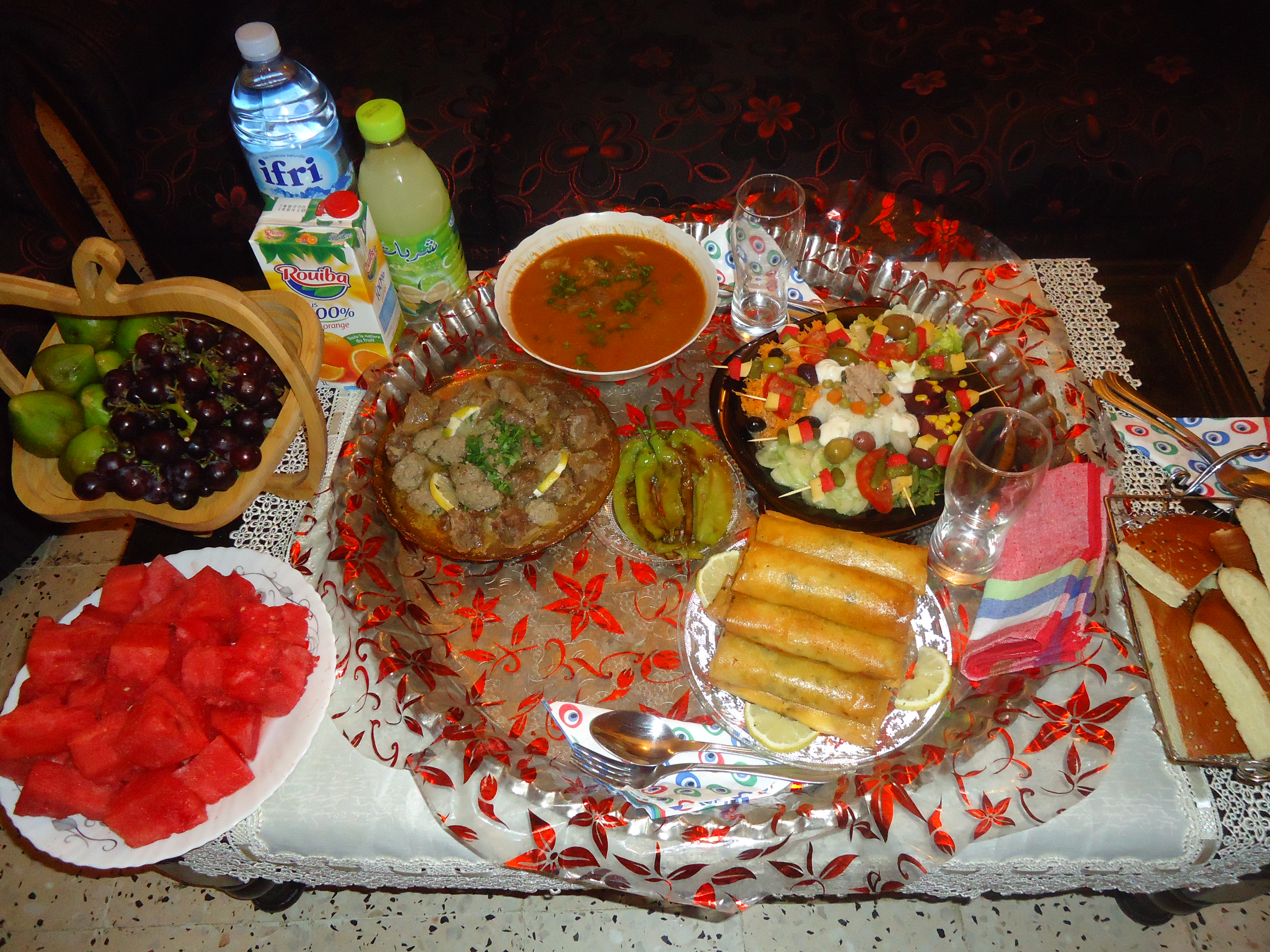
رمضان في الجزائر

قائمة الأطباق الجزائرية هي قائمة تجمع أهم الأطعمة والأكلات في المطبخ الجزائري حسب المناطق والأنواع المختلفة، من طبق رئيس، حساء، مخللات، مشروبات إلخ. وهو مطبخ متوسطي وشمال أفريقي قائم على المطبخ العربي والأمازيغي والتركي والفرنسي. وتتشابه العديد من الأكلات ولا تختلف إلا في بعض التفاصيل.

## رٍئيسة
| اسم                          | صورة | نوع               | وصف | المنطقة                                                                   |
| ---------------------------- | ---- | ----------------- | --- | ------------------------------------------------------------------------- |
| الكسكس                       |      | طبق رئيسي         | يصنع من طحين القمح أو الذرة في شكل حبيبات صغيرة، مصنف على قائمة التراث اللامادي الإنساني (تونس، الجزائر، المغرب، موريتانيا). | جميع أنحاء الجزائر - البَرْبُوشَة في شرق بالجزائر - الطْعَام في الغرب الجزائري. |
| التليتلي                     |      | طبق رئيسي         | طبق يتكون من اللحم والدجاج والأرز الأسمر ويمكن تقديمه مع البيض. | الشرق الجزائري                                                            |
| الرشتة                       |      | طبق رئيسي         | طبق من المعكرونة الدقيقة. وهي رمز للمطبخ الجزائري العاصمي | الشرق الجزائري والوسط الجزائري                                            |
| الشكشوكة                     |      |                   | واحدة من الاكلات الشعبية والسريعة حيث لا تحتاج وقتًا للتحضير. |                                                                           |
| الدولمة                      |      |                   | مقتبسة من المطبخ التركي. مكونة من اللحم المفروم المطبوخ في مرق |                                                                           |
| التريدة أو ثريدة             |      | طبق رئيس          | من أشهر أطباق المعجنات في الجزائر. تحضر التريدة مثل الشخشوخة والكسكسي، يُحضر مرقها بلحم الدجاج أو البقر أو الخرفان، يطهى بالبصل والثوم وقليل من الزبدة والزيت والطماطم. |                                                                           |
| الزفيطي                      |      | طبق رئيس          | يصنع طبق الزفيطي من خبز الرقساس المعجون بطحين القمح دون تخمير، ومجموعة من التوابل يشكل فيها الفلفل الحار نسبة كبيرة، كما يضاف إليها الطماطم والثوم والكسبر والماء، وبعض المناطق مثل بوسعادة وضواحيها يضيفون الزيتون الأخضر. | منطقة أولاد نايل،الجلفة والمسيلة.                                         |
| الشخشوخة                     |      | طبق رئيس          | أكلة شعبية جزائرية مشهورة وخصوصا في مدينة قسنطينة ومدينة المسيلة ومدن الشرق الجزائري كباتنة وخنشلة وعنابة بسكرة وسطيف وحتى مدن السهوب كالجلفة والأغواط، تُطبخ في المناسبات خاصة الأعراس والأعياد وهي عبارة عن عجينة تخلط من القمح اللين والماء والملح تعجن جيدا ثم تقطع إلى قطع صغيرة وتفتح القطعة الصغيرة براحة اليد خاصة بترقيق العجائن وتطهى في إناء. | الشرق الجزائري والوسط الجزائري                                            |
| العصبان                      |      | طبق رئيس          | أكلة تصنع من أمعاء الخراف أو البقر أو الإبل المحشوة بالأرز واللحم وغالبا مع الشحم أيضا( اللية وهي جزء من الشحمة في ورك الحيوان تعتبر ألذ أنواع الشحم) والكبد والبقدونس مع توابل مثل الكركم والفلفل الأحمر المطحون والملح ومعجون الطماطم والزيت. | الشرق الجزائري                                                            |
| المسفوف                      |      | طبق رئيس أو تحلية | شبيهة بالكسكسي، تُعدّ بالسميد الجاف مع البازلاء أو الزبيب. يوجد العديد من أنواع المسفوف المالح أو الحلو الذي يقدّم كتحلية أو كوجبة غير رئيسية. | الشرق الجزائري                                                            |
| البَركوكس أو المردود أو العيش |      | طبق رئيس          | مصنوع من المعكرونة في شكل حبيبات خشنة تكون أخشن من حبات الكسكسي العادي، تطهى مع اللحوم والخضروات الموسمية أو صلصة الطماطم. ويتم تصنيعه من سميذ القمح القاسي، وقد يكون ممزوجًا بالدقيق في بعض المناطق، ويتم لفه يدوياً في طبق كبير، وفقا للمناطق واللهجات                                                                                                  | الشرق الجزائري- العيش الأغواط - المردود باقي الجزائر - بركوكس             |
| طاجين زيتون                  |      | طبق رئيس          | عبارة عن زيتون أخضر ودجاج ومرق وجزر وتوابل تطهى وتحمّر ثم توضع في طبق التقديم. |                                                                           |
| المثوم                       |      | طبق رئيس          | مصنوع من كرات اللحم البقري المتبلة بشدة بالثوم والكمون وقطع لحم الغنم. بالإضافة إلى القرفة والبصل المبشور والحمص، واللوز. يُقدم المثوم مع رشة من الليمون والبقدونس. |                                                                           |
| البوزلوف                     |      | طبق رئيس          | طبق أو أكلة جزائرية قديمة جداً، مكونة أساسًا من رأس الخروف، يسميها بعض الجزائريين بـ"الزليف" أو "الزلوف". | الجزائر                                                                   |
| الدوبارة                     |      | طبق رئيس          | هي نوع من الحساء الحار متكون أساسا من الحمص والفول مع صلصة معدة بمجموعة من البهارات مثل الفلفل الأسود والكركم يضاف إليها زيت الزيتون . | بسكرة وفي باتنة وقسنطينة.                                                 |
| بسطيلة                       |      |                   | نوع من المعجنات المصنوعة من العجين والمحشوة بالبصل، الحمام (أو الدجاج، الديك الرومي، أو المأكولات البحرية في الآونة الأخيرة)، البقدونس، الكزبرة، البيض المسلوق واللوز، خليط من الحلو والمالح، بنكهة القرفة. | الغرب الجزائري.                                                           |
| الكارنتيكا                   |      |                   | أكلة شعبية تُحضر أساسًا من الحمص المطحون والماء والبيض، تنتشر خاصة بمدينة وهران. | وهران                                                                     |
| لحم لحلو أو طاجين الحلو      |      |                   | ويتكون لحم حلو من لحم الغنم مع فواكه مجففة صلصته كريمية حلوة معسلة. في معظم الأوقات ستجده مكونا من العنب المجفف والمشمش. كما يمكنك إضافة فواكه مجففة أخرى مع اللوز. |                                                                           |
| مرقاز                        |      |                   | مصنوع من لحم الخروف أو لحم البقر ومتبل بالهريسة التي تجعله أحمر |                                                                           |
| القديد                       |      |                   | لحم محفوظ عن طريق التجفيف إما بعرضه على الشمس أو على نار الفحم |                                                                           |

## حساء وشوربات
| اسم            | صورة | نوع  | وصف                                                               | المنطقة        |
| -------------- | ---- | ---- | ----------------------------------------------------------------- | -------------- |
| حريرة          |      | حساء |                                                                   |                |
| شربة فريك      |      | حساء | تحضّر عادةً من اللحم، الفريك (قمح)، البصل، البهارات، الصلصة والزيت. |                |
| جاري (بأنواعه) |      | حساء | [ 28 ]                                                            | الشرق الجزائري |
| دشيشة          |      | حساء | شربة الشعير                                                       |                |
| حساء الحمص     |      | حساء |                                                                   |                |
| حساء لوبياء    |      | حساء |                                                                   |                |
| حساء العدس     |      | حساء |                                                                   |                |

## سلطات ومقبلات
| اسم                                                | صورة | نوع | وصف | المنطقة          |
| سلطة أعراس                                         |      |     | |                  |
| سلطة الدشيشة مفلقة                                 |      |     | |                  |
| الحميصويعرف بالحرور، ويعرف في مناطق أخرى بالمدقوقة |      |     | يتكوّن هذا الطبق من الفلفل على نوعيه الحار والحلو بالإضافة إلى الطماطم، الثوم، الزيت والملح. يتميّز الحميص بنكهة لاسعة ويؤكل عادةً باردًا أو ساخنًا مع الخبز أو الكسرة. ويعد أحد أبرز المقبلات بالمائدة الجزائرية. | القطاع القسنطيني |
| -------------------------------------------------- | ---- | --- | --- | ---------------- |

## مخبوزات
| اسم               | صورة | نوع | وصف | المنطقة |
| ----------------- | ---- | --- | --- | --- |
| بوراك جزائري      |      |     | من المعجنات المقلية تحتوي حشوة ثرية بالمكونات الغذائية حسب الأذواق والإمكانيات، فيمكن أن يكون محشوا بالدجاج أو اللحم المفروم أو البطاطا والجبن أو التونة أو الجمبري مع البصل والبقدونس وغيرهما. | جل الولايات |
| محاجب             |      |     | | |
| بغرير             |      |     | ذو شكل دائري، إسفنجية تعد بالطحين أو سميد والماء وتترك ساعات حتى تخمر ثم تسكب على المقلاة حتى تحمر، عندما تطهى بشكل صحيح تكون مليئة الثقوب الصغيرة (التي تمتص أي صلصة توضع عليها). الطريقة الأكثر شيوعا لتناول أكلة البغرير في الجزائر هي غمسها في خليط من الزبدة والعسل (أو السكر).                                                                                                | لبغرير (الجزائر العاصمة)، تيبوجاجين أو تيغرفين (منطقة القبائل)، قرصة (قسنطينة وسكيكدة) ،ثودفيست (الأوراس) ،غرايف (عنابة، جيجل، ميلة، سكيكدة)، لغريف (سطيف في الجزائر) |
| تاقلا             |      |     | | الصحراء |
| الكسرة            |      |     | تُطهى على نارٍ عاليةٍ بواسطة «الكوشة» أو الطابونة (فرنٌ خاصٌ لطهي الكسرة)، هذا الخبز التقليدي يمكن أن ُيؤكل ساخنًا أو باردًا، وحده أو مع دهون (زبدة، مربى، عسل)، ومحشوةً أو مغموسةً في زيت الزيتون. ويمكن أن تُصاحب الإفطار أو وجبةً خفيفةً مع اللبن أو المخيض (الرايب). | المناطق الجزائرية عامةً |
| المطلوع أو أرخساس |      |     | ويتميز بلبه الكثيف والمَغذي فيمكن الاكتفاء بتناوله مع قليل من الحليب ليكون غداء أو عشاء للفَقراء وللاغنياء طبعا. وتتكون عجينة المطلوع من السميد، خميرة الخبز، الملح، الماء البعض يُضاف الماء تدريجيًا مع العجن المستمر حتى الحصول على عجينة طرية ثم تُقسم العجينة إلى اقسام وتُكور كل عجينة على حدا ثم تُبسط للحصول على دائرة بارتفاع 1سم وتُترك حتى يتخمرو ثم تُطهى على الطاجين من الجهتين. | في شمال الجزائر |
| المبسس            |      |     | لها أسماء مختلفة الحرشة الراقدة من السميد الخشن أو نصف خشن | في الغرب الجزائري منطقة القبائل الجنوب الجزائري |
| فطيرة             |      |     | | في الغرب والسهوب والهضاب العليا |

## مشروبات
| اسم   | صورة | نوع | وصف | المنطقة |
| ----- | ---- | --- | --- | ------- |
| الشاي |      |     |     | الصحراء |

## حلويات
| اسم                        | صورة | نوع | وصف | المنطقة |
| -------------------------- | ---- | --- | --- | --- |
| الزلابية                   |      |     | | |
| دزيريات                    |      |     | | |
| بقلاوة                     |      |     | | |
| المحنشة                    |      |     | | الغرب الجزائري خاصة |
| مقروط أو مقروض             |      |     | يقدم المقروض في كل فصول السنة وخصوصا في الأعياد والأعراس والمناسبات. نشأت في السنوات القليلة الماضية أنواع عديدة من المقروض ناهزت اعدادها قرابة 20 نوعا مختلفا حسب الذوق والمنطقة منها ما اختلف في الاحجام كالصغير ومنها ما اختلف في المواد المستعملة كاستعمال الفرينة بدل السميد ومنها ما اختلف حشوها كاللوز بدل التمر أو اختلاف في طريقة الطهو كالتحمير بدل القلي في الزيت. | الشرق الجزائري خاصة |
| المبرجة أو البراج أو لبراج |      |     | تعد من بين الأكلات الشعبية التقليدية الموسمية حيث تعد خصيصا في فصل الربيع إلى جانب أكلة الرفيس، ويعد أبرز مكونين رئيسيين لتحضيرها هو الدقيق ومعجون التمر أو ما يسمى بالغرس. | الشرق الجزائريولايات سطيف وقسنطينة، برج بوعريرج، المسيلة، باتنة، ميلة، أم البواقي، خنشلة، قالمة، سوق أهراس، عنابة، جيجل |
| تشاراك (بأنواعه)           |      |     | | |
| قطايف                      |      |     | | |
| قريوش                      |      |     | | |
| شباح الصفرة                |      |     | | |